# Кур (приток Тунгуски)
Кур — река в Хабаровском крае России, левая составляющая Тунгуски (бассейн Амура). Длина — 434 км, площадь бассейна — 13 700 км². Сливаясь с рекой Урми, даёт начало левому притоку Амура — реке Тунгуске.

## Притоки
Объекты перечислены по порядку от устья к истоку.
- 8 км: Улика
- 58 км: Синка
- 63 км: Наи
- 94 км: Северная Наи
- 97 км: Жунган
- 110 км: Громохта
- 114 км: Биракан
- 130 км: Юлки
- 141 км: Сагдаян
- 147 км: Черемшовый
- 149 км: Алга
- 203 км: Ниран
- 212 км: река без названия
- 225 км: Санар
- 226 км: река без названия
- 229 км: река без названия
- 236 км: река без названия
- 236 км: река без названия
- 239 км: водоток протока Чанга
- 252 км: река без названия
- 260 км: Чалбуг
- 264 км: Сивач
- 272 км: Ярап
- 284 км: река без названия
- 290 км: Байбал
- 290 км: река без названия
- 297 км: река без названия
- 298 км: Овкучи
- 305 км: река без названия
- 306 км: Джапталан
- 312 км: Калбакан
- 312 км: Токтукан
- 321 км: Нижняя Биранджа
- 325 км: Средняя Биранджа
- 329 км: Верхняя Биранджа
- 332 км: Колбо
- 340 км: Еранна
- 341 км: река без названия
- 347 км: Якунь
- 354 км: река без названия
- 362 км: Урша
- 365 км: река без названия
- 370 км: Уруша
- 372 км: река без названия
- 375 км: Санарбакит
- 378 км: река без названия
- 378 км: Утанак
- 385 км: река без названия
- 386 км: река без названия
- 390 км: Горюнская Баргарга
- 390 км: Южная Баргарга
- 394 км: река без названия
- 400 км: Тарыннак
- 403 км: Большой Будюр
- 405 км: Будюр
- 411 км: Утап
- 416 км: Верхний Кур

## Населённые пункты у реки
Сверху вниз:
- Хаил, на реке Биракан, до р. Кур на восток около 8 км, до устья р. Биракан около 20 км;
- Иванковцы;
- Пасека;
- Победа;
- Новокуровка;
- Улика-Павловка;
- Улика-Национальное.

## Речные обитатели
В реке Кур обитает таймень, тупорылый (Brachymystax savinovi) и острорылый (Brachymystax lenok); ленки, хариус. Сюда на нерест заходит кета.